# フデリンドウ
フデリンドウ（筆竜胆、学名：Gentiana zollingeri ）は、リンドウ科リンドウ属に分類される越年草の1種。

## 特徴
高さは5～10cmくらいになる。葉は対生し、形は広卵形で全縁、質はやや厚め。 ハルリンドウにはある根生葉はない。花期は4～5月で、漏斗状の青紫色の花を、茎の上部に1～10数個、上向きにつける。花は日があたっている時だけ開き、曇天、雨天時は、筆先の形をした蕾状態になって閉じている。

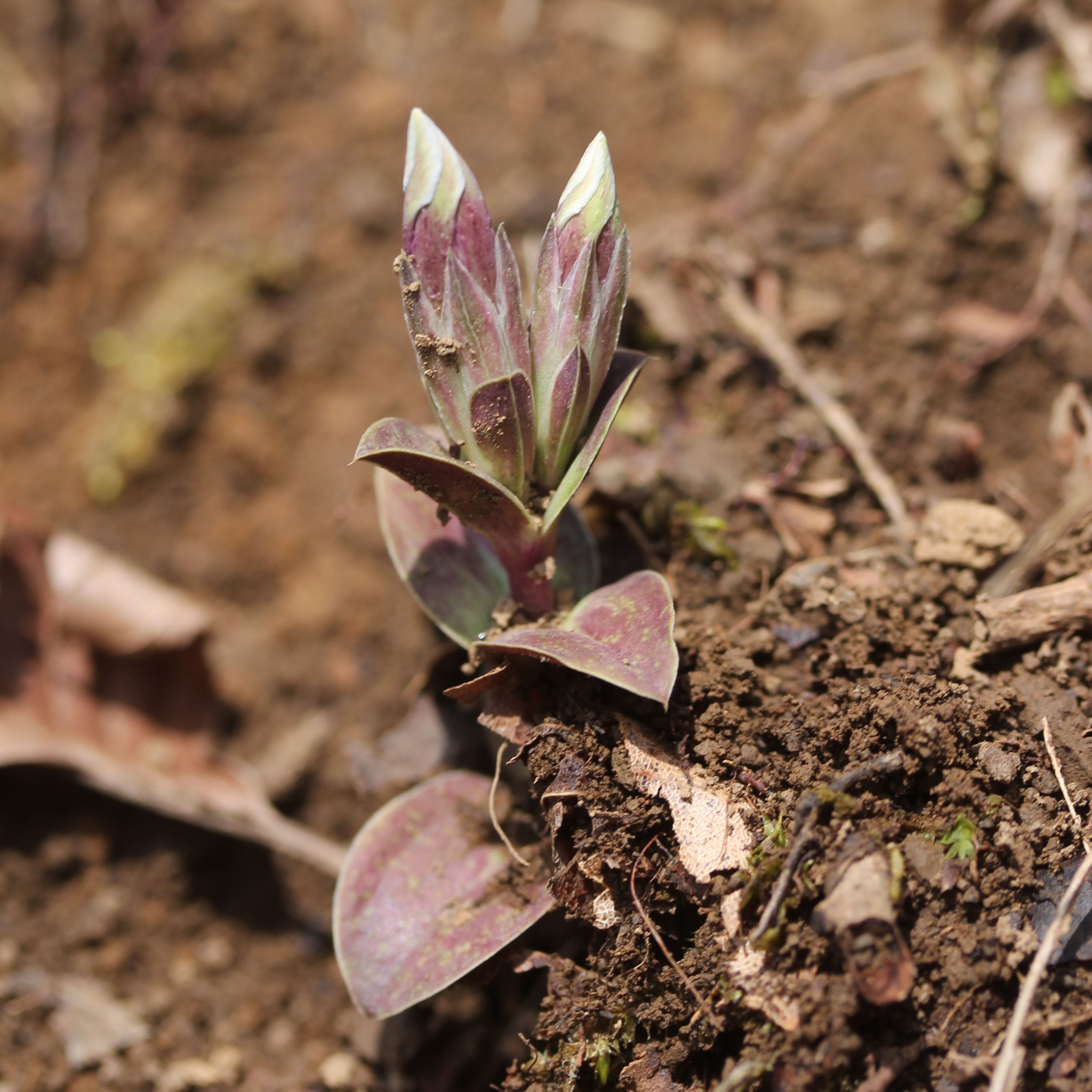
蕾と対生する葉
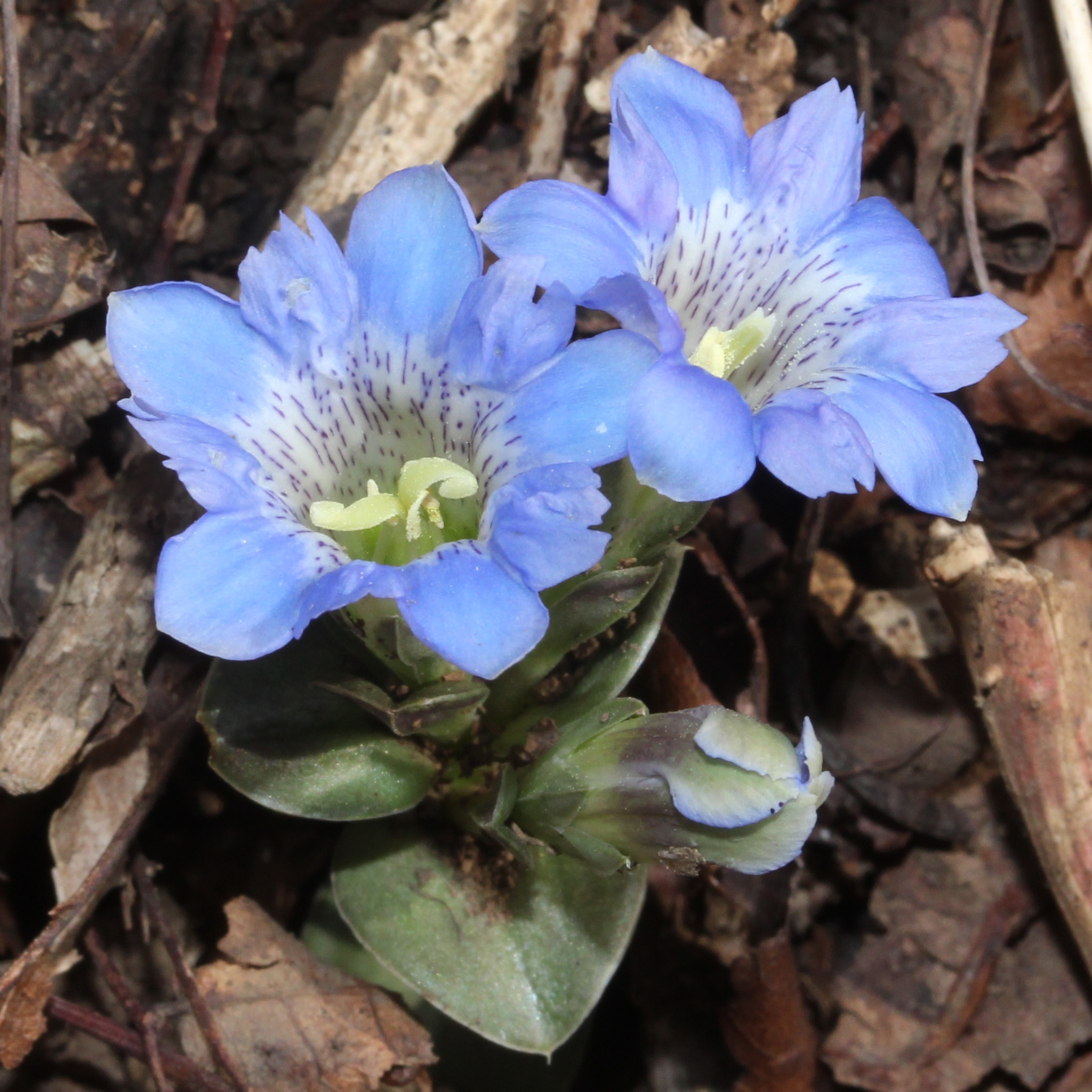
花の細部

## 分布と生育環境
日本では北海道、本州、四国、九州に、日本国外では朝鮮半島、中国、カラフトに分布し、山地の林内や日当たりの良いやや乾いた草原に自生する。

## 近縁種
- ハルリンドウ（春竜胆、学名：Gentiana thunbergii ）
- タテヤマリンドウ（立山竜胆、学名：Gentiana thunbergii var. minor ）
- コケリンドウ（苔竜胆、学名：Gentiana squarrosa ）
- ミヤマリンドウ（深山竜胆、学名：Gentiana nipponica ）

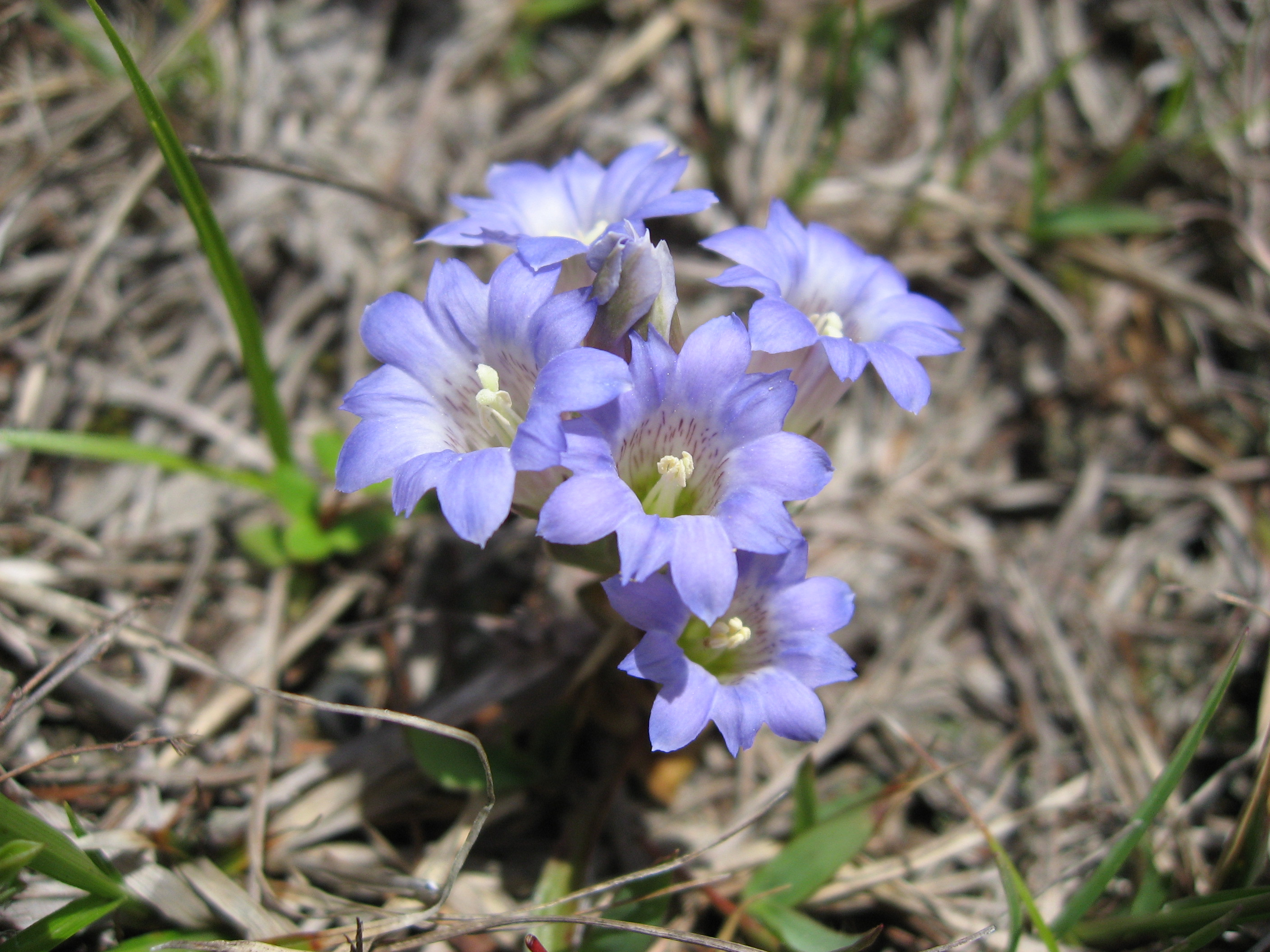
フデリンドウの花